# Cornfield Bomber
Cornfield Bomber (bombowiec z pola kukurydzy, kukurydziany bombowiec) – amerykański myśliwiec typu Convair F-106 Delta Dart, który 2 lutego 1970 roku, podczas lotu szkoleniowego wpadł w korkociąg. Po opuszczeniu maszyny przez pilota samolot samodzielnie wyrównał lot, a następnie również samodzielnie wylądował na polu na farmie w Montanie. Samolot doznał minimalnych uszkodzeń i został przywrócony do służby. Współcześnie można go oglądać w National Museum of the United States Air Force. Do maszyny przylgnęła nieoficjalna nazwa Cornfield Bomber.

## Historia

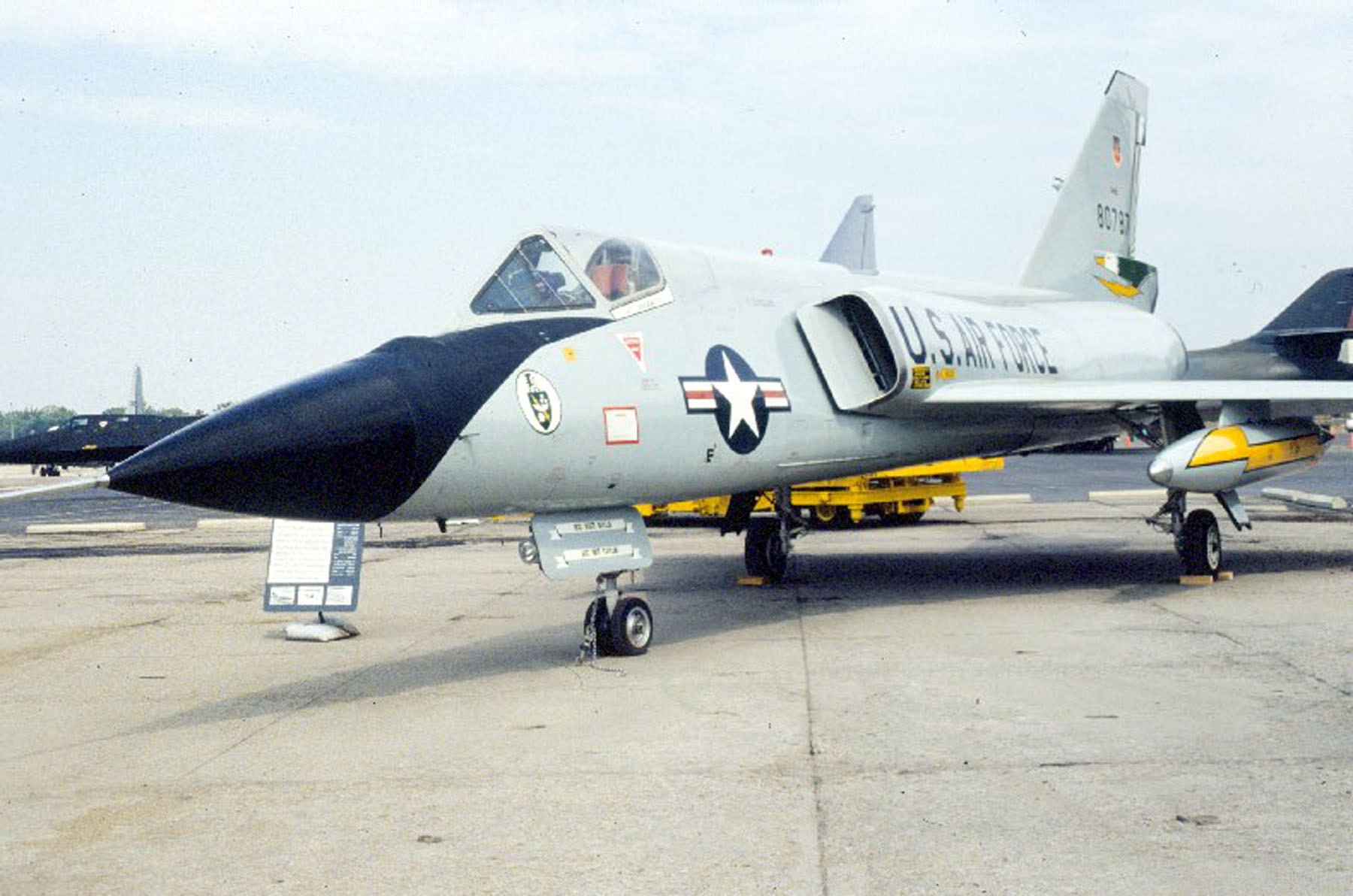
Cornfield Bomber w National Museum of the United States Air Force

F-106A-100-CO Delta Dart o numerze 58-0787 został wyprodukowany w 1959 roku w wytwórni Convair w San Diego, była to 136 maszyna tego typu. 4 listopada 1959 roku samolot został przyjęty na uzbrojenie 27. Eskadry Myśliwców Przechwytujących (Fighter-Interceptor Squadron) w Bazie Sił Powietrznych w Loring. Siedem miesięcy później, 22 czerwca 1960 roku, samolot znalazł się w składzie 94. Eskadry Myśliwców Przechwytujących z Bazy Sił Powietrznych w Selfridge (obecnie Selfridge Air National Guard Base). Po kolejnych 9 latach służby F-106 trafił do 71. Eskadry Myśliwców Przechwytujących, stacjonującej w Bazie Sił Powietrznych w Malmstrom.
2 lutego 1970 roku maszyna miała wziąć udział w treningu klasycznej manewrowej walki powietrznej (Air Combat Manoeuvring). Celem biorących udział w treningu było zajęcie jak najlepszej pozycji strzeleckiej względem przeciwnika. Do zadania zostały wyznaczone dwie pary samolotów. W jednej z nich znajdował się przyszły Cornfield Bomber, a za jego sterami siedział kapitan Gary Foust. Niestety podczas kołowania na start w jednej z maszyn wystrzelił spadochron hamujący, w związku z czym jej pilot przerwał procedurę startową. W zaistniałej sytuacji do lotu wzbiły się trzy F-106. Po osiągnięciu rejonu ćwiczeń para, w której znajdował się Foust, rozpoczęła treningową walkę z samotnym F-106, którego partner pozostał w bazie. Foustowi udało się wymanewrować atakowany samolot i znalazł się za jego ogonem. Niestety tuż po tym, w wyniku gwałtownej utraty prędkości, jego maszyna weszła w płaski korkociąg. Próby wyprowadzenia samolotu nie przyniosły rezultatu, samolot, obracając się wokół własnej osi, spadał na ziemię. Na niewiele zdało się wyrzucenie spadochronu hamującego, który mógł ustabilizować maszynę, albowiem czasza spadochronu zaczepiła o ogon Delty i nie rozwinęła się. Nie czekając na nieuchronne zderzenie z ziemią, Foust katapultował się na wysokości około 4500 metrów i wylądował bezpiecznie na ziemi. Tymczasem pozbawiony pilota F-106, samodzielnie wyszedł z korkociągu, wyrównał lot i poleciał dalej. Niepilotowana maszyna, łagodnie obniżając swój lot, wykonała manewr lądowania na polu niedaleko miejscowości Big Sandy w stanie Montana. Podczas przyziemienia nie zahaczyła skrzydłami o ziemię i aż do momentu zatrzymania się skrzydła pozostały nieuszkodzone. Nie doszło również do awarii silnika. W samolocie po wylądowaniu jeszcze przez ponad półtorej godziny pracował silnik aż do momentu wyczerpania się paliwa. Na miejsce przybyła ekipa techniczna z Bazy Sił Powietrznych w McClellan, która przed podniesieniem samolotu nie stwierdziła żadnych widocznych uszkodzeń. Dopiero po uniesieniu maszyny zauważono rozdarcie poszycia kadłuba, które nastąpiło w wyniku tarcia o ziemię. Pomimo tego uznano, że uszkodzenia są minimalne i samolot nadaje się do naprawy. F-106 został przewieziony do Bazy Sił Powietrznych w McClellan.
Samolot powrócił do służby w styczniu 1972 roku, kiedy został przejęty przez 84. Eskadrę Myśliwców Przechwytujących, w której latał do 30 maja 1973 roku, by następnie wejść w skład 49. Eskadry Myśliwców Przechwytujących. 15 sierpnia 1986 roku Cornfield Bomber, jak nieoficjalnie zaczęto nazywać F-106 po jego samodzielnym lądowaniu, został eksponatem w Muzeum Narodowym Sił Powietrznych Stanów Zjednoczonych (National Museum of the United States Air Force), gdzie znajduje się do dziś.